# Nowa Pisoczna
Nowa Pisoczna (ukr. Нова Пісочна) – wieś na Ukrainie, w obwodzie chmielnickim, w rejonie chmielnickim, w hromadzie Gródek. W 2001 roku liczyła 313 mieszkańców.